# Nice to Meet You (Myles Smith)
"Nice to Meet You" is een nummer van de Britse singer-songwriter Myles Smith. Het werd uitgebracht op 8 november 2024 als vierde single van zijn tweede ep A Minute... .  Het nummer behaalde de top 10 in zijn thuisland het Verenigd Koninkrijk, maar ook in de Lage Landen werd het land een grote radiohit met een 6de plaats in Vlaanderen, en 7de in Nederland.